# Професійне об'єднання
Професійне об'єднання — громадська організація, сформована за професійною ознакою і захищає як інтереси представників професії, так і громадські інтереси, пов'язані з відповідною професійною діяльністю.
Професійне об'єднання може брати на себе функції управління професійним співтовариством або контролю за професійною діяльністю у своїй сфері. Професійне об'єднання має у своїй роботі дві суперечливі цілі: з одного боку, воно повинно відстоювати інтереси професії, з іншого боку, вводити стандарти, регламенти і обмеження та переслідувати їх порушників.
Багато професійних об'єднань беруть участь у розробці та здійсненні програм професійної підготовки та підвищення кваліфікації, здійснюють професійну сертифікацію представників професії. У деяких випадках право на професійну діяльність дає саме членство в професійному об'єднанні.
Лідером за кількістю професійних об'єднань є США. Тут також набуло поширення явище «професіоналізації» — перетворення набору навичок і компетенцій у професію.
У франкомовних країнах крім професійних об'єднань діють міжпрофесійні, в які входять декілька учасників єдиного виробничого ланцюжка в сільському господарстві.
У США під виглядом професійних асоціацій також діють комерційні професійні корпорації.